# Friedrich Ferdinand Haindl
Friedrich Ferdinand Haindl, auch Friedrich Haindl junior, (* 27. November 1910 in München; † 24. November 2002 ebenda) war ein deutscher Architekt.

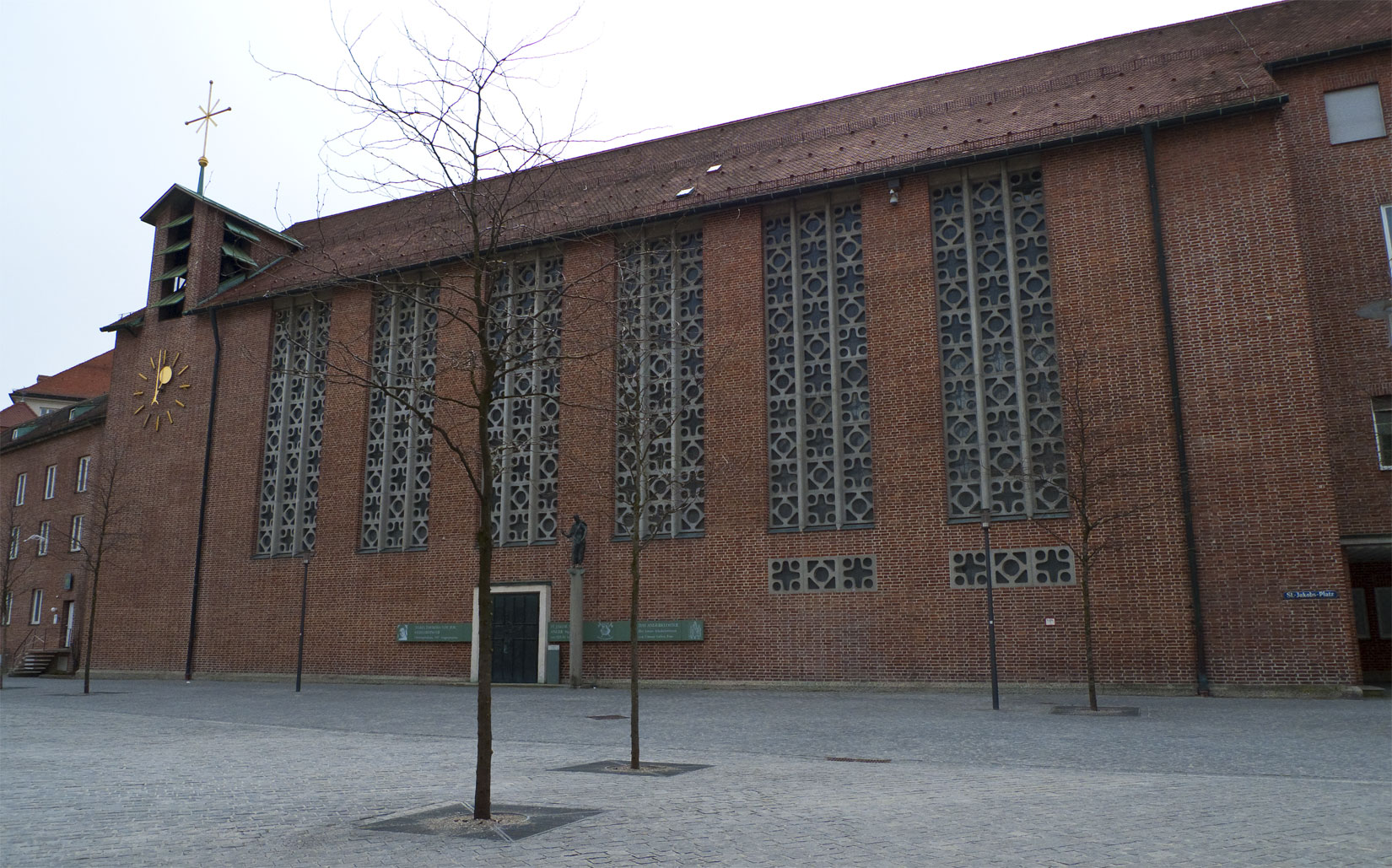
St. Jakob, München

## Werdegang
Haindl wuchs als Sohn des Architekten Friedrich Haindl auf. Er studierte von 1929 bis 1933 Architektur an der Technischen Hochschule München, unter anderem bei Robert Vorhoelzer und German Bestelmeyer. Neben dem Studium arbeitete er im Architekturbüro seines Vaters. Nach seinem Referendariat in München legte er 1938 in Berlin das 2. Staatsexamen ab und wurde zum Regierungsbaumeister ernannt. Ab 1935 arbeitete Haindl als freier Architekt im Büro seines Vaters in München. Durch die Namensähnlichkeit sind nicht immer alle Bauten eindeutig einem der beiden Architekten zuordenbar. 1939 wurde er zum Wehrdienst eingezogen, nach Kriegsende arbeitete er wieder als selbstständiger Architekt. Er entwarf hauptsächlich Großwohnanlagen, Kirchen im modernen Stil und Schulen, aber auch Einfamilienhäuser.
Haindl war von 1948 bis 1956 als Dozent für Entwurf am damaligen Oskar-von-Miller-Polytechnikum in München tätig.
Sohn Friedrich Carl Haindl (* 1951), ebenfalls Architekt, trat 1977 in das Architekturbüro ein. 1982 wurde er dort Partner. 2000 gründete er das Büro Haindl und Kollegen in München. Ein weiterer Sohn ist der ehemalige deutsche Diplomat Johannes Haindl.

## Bauten

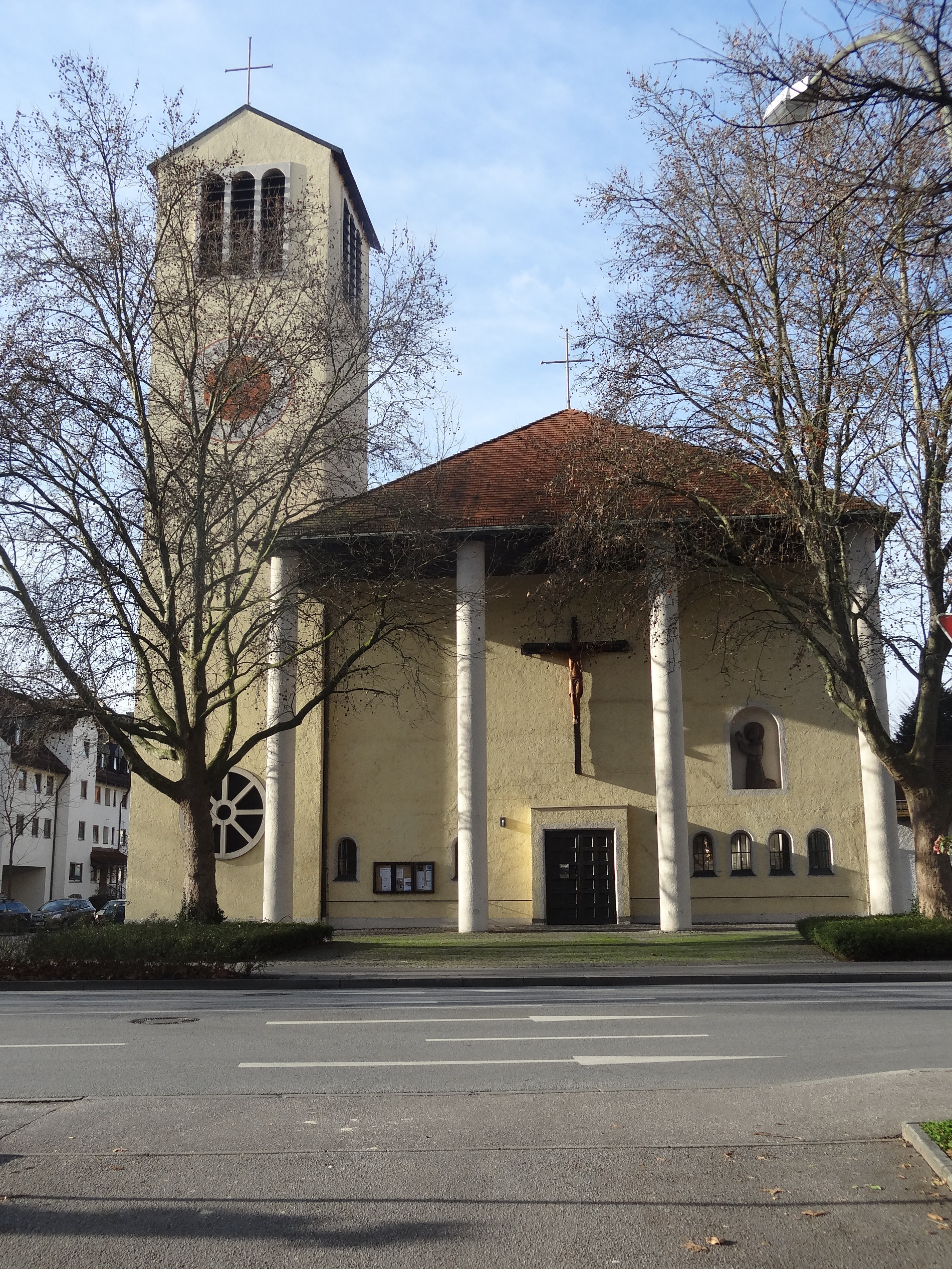
St. Konrad in Landshut

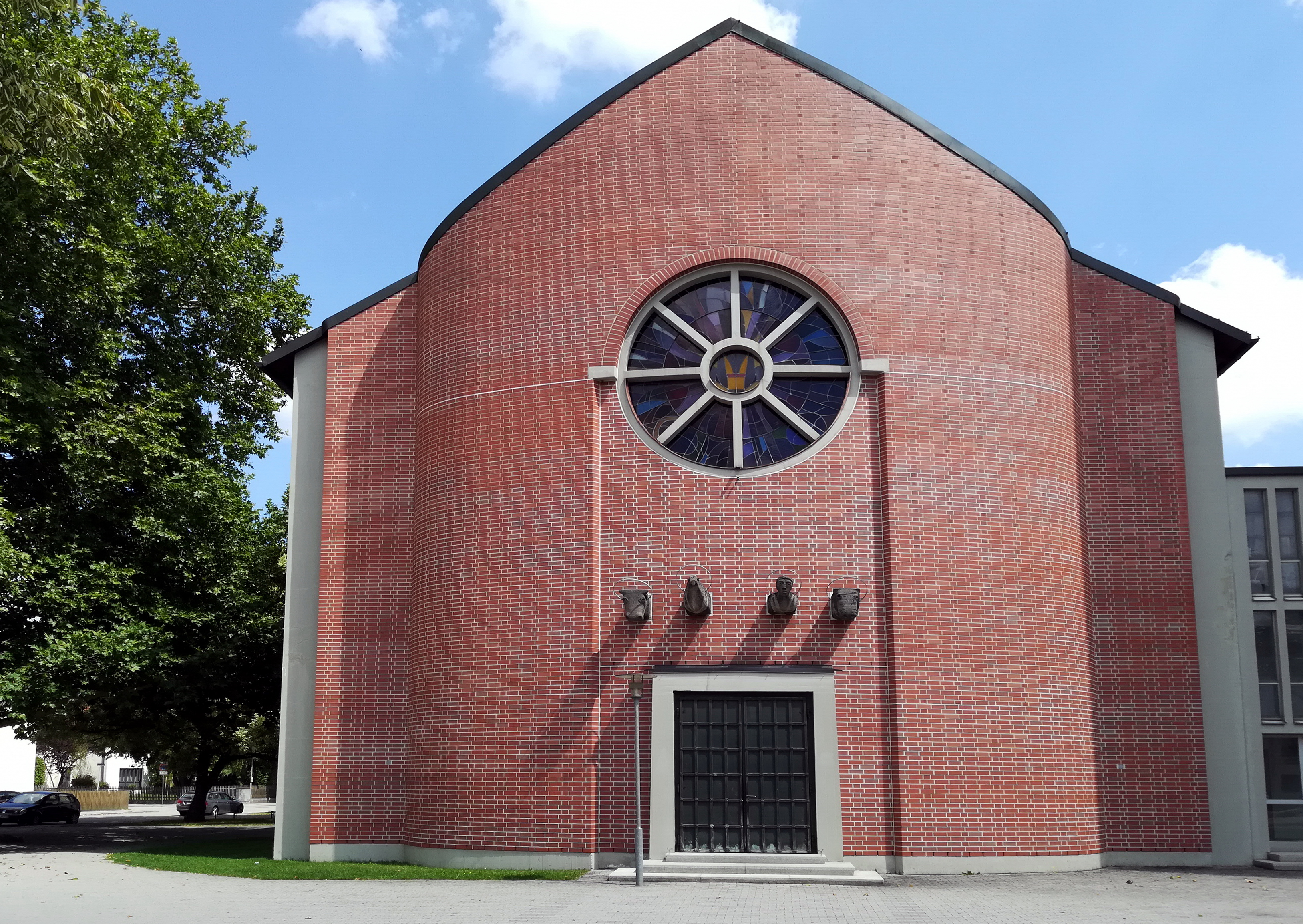
St. Wolfgang in Landshut

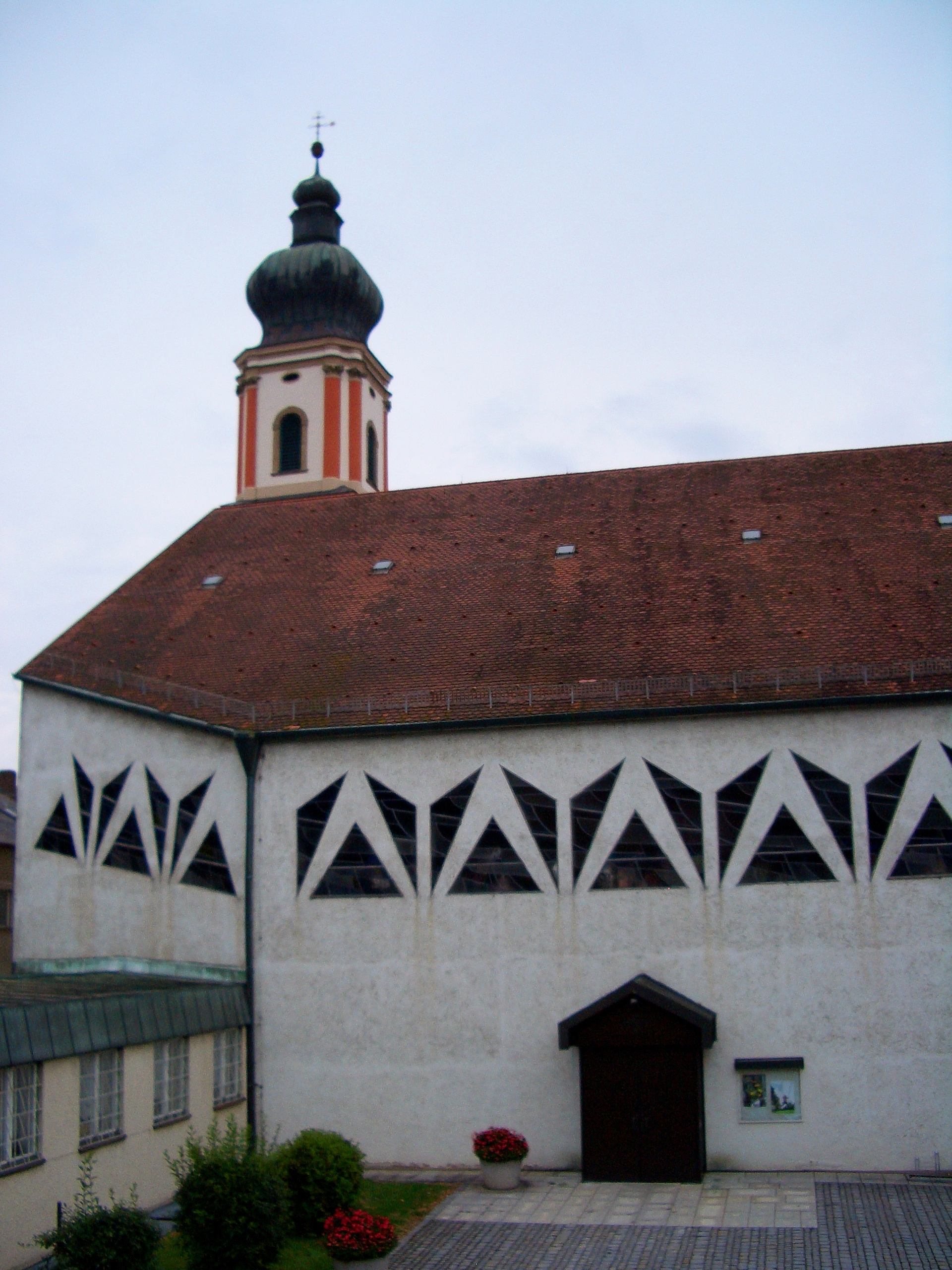
St. Pankratius in Roding

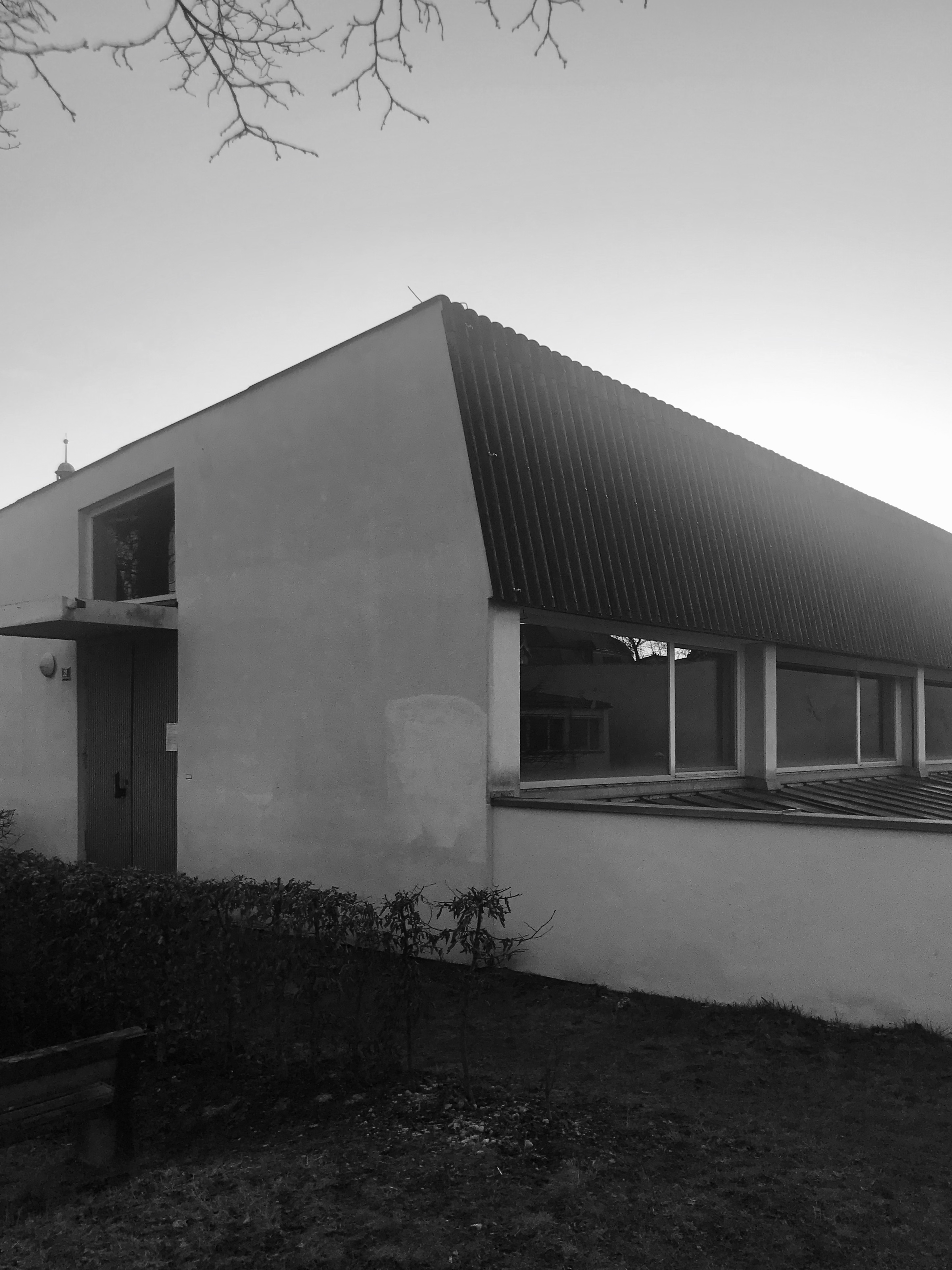
Volksschule am Graben in Eichstätt

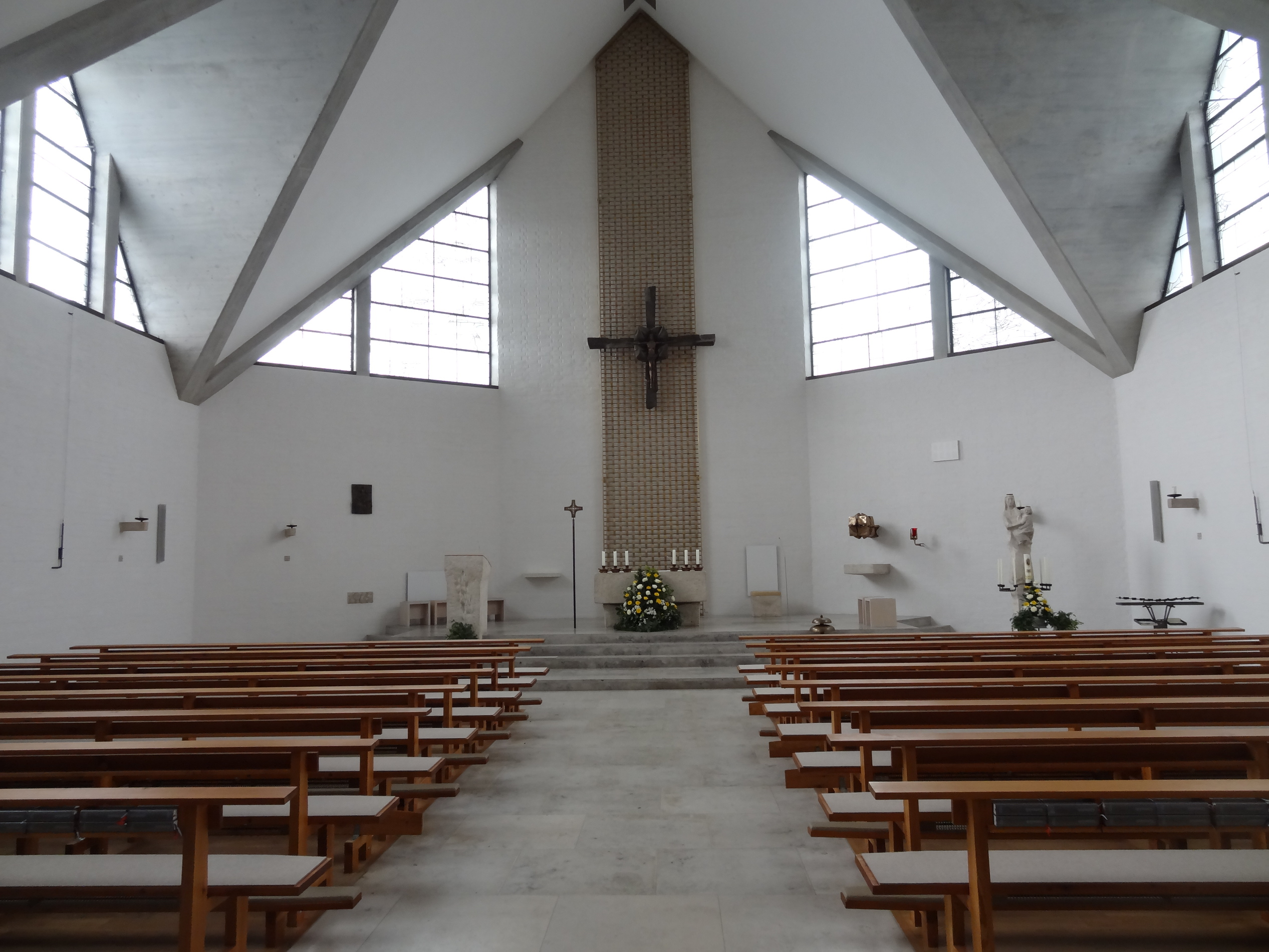
St. Johannes der Täufer in Bodenkirchen

- 1929–1930: Mitarbeit am Haindlbau in Eichstätt (von Vater Friedrich Haindl; unter Denkmalschutz)[2][3][4][5]
- 1931–1934: Erweiterungsbau der Kirche St. Nikolaus in  Pleinfeld (unter Denkmalschutz)[6][7]
- 1934: Häuser in der Mustersiedlung Ramersdorf (weitere Gebäude von Sep Ruf, Franz Ruf, Lois Knidberger, Albert Heichlinger, Max Dellefant, Theo Pabst mit Christoph Miller, Hanna Loev und Karl Delisle; unter Denkmalschutz)[8][9]
- 1936–1937: St. Otto in Ottobrunn (unter Denkmalschutz)[10][11]
- 1938: Erweiterungsbau der Kirche St. Rupertus in (Ingolstadt-)Gerolfing (unter Denkmalschutz)[12][13]
- 1937–1938: St. Bernhard in Schliersee-Spitzingsee
- 1939: Erweiterungsbau der Kirche St. Georg in (Unterreit-)Wang (unter Denkmalschutz)[14][15]
- 1947–1949: St. Margareta in Mamming (unter Denkmalschutz)[16][17]
- 1949–1950: St. Pius in Moosburg an der Isar (unter Denkmalschutz)[18][19]
- 1948–1951: Herz-Jesu-Kirche in München-Neuhausen (1994 abgebrannt)
- 1950: Langhaus und Chor der Kirche St. Martin in Schnaitsee-Waldhausen (unter Denkmalschutz)[20][21]
- 1950–1951: St. Konrad in Landshut
- 1950–1951: Erweiterungsbau der Kirche St. Willibald in (Ingolstadt-)Oberhaunstadt (unter Denkmalschutz)[22][23][24]
- 1951: St. Mariä Himmelfahrt in Sinzing
- 1952: St. Koloman in Fischerhäuser
- 1952: St. Anna in Karlsfeld
- 1953: St. Johannes in Weiden in der Oberpfalz
- 1953–1954: Kirche Heilige Familie in Amberg
- 1953–1954: St. Josef in Straubing (unter Denkmalschutz)[25]
- 1955–1957: St. Jakob in München (unter Denkmalschutz)[26][27]
- 1956–1957: St. Wolfgang in Landshut
- 1958–1959: St. Maria Immaculata in München-Harlaching
- 1960: Volksschule am Graben in Eichstätt
- 1959–1960: St. Pankratius in Roding
- 1961–1962: St. Josef in Niederaichbach
- 1962: Heilig-Kreuz-Kirche in Dachau
- 1963–1964: St. Laurentius in Hohenthann
- 1964–1965: Gymnasium St. Paulusheim in Bruchsal
- 1965–1966: St. Johannes der Täufer in Bodenkirchen
- 1966–1967: Kirche Hl. Bruder Klaus in Hitzhofen
- 1966–1967: St. Dionysius in Mettenbach
- 1966–1968: Verklärung Christi in Schongau
- 1967–1969: Erweiterungsbau des Heilig-Geist-Spitals in Eichstätt[28]
- 1980–1985: Caritas-Zentrum in München-Mitte
- 1987: Therapiezentrum der Blindeninstitutsstiftung in München-Neuhausen
- 1987: Erweiterungsbau der Haushaltwarenhandlung Kustermann in München-Mitte
- 1988: Altenheim in Forstenried
- 1988: Turnhalle am Maria-Hilf-Platz in München-Au-Haidhausen
- 1988: Wirtschaftsgebäude in Münchsmünster
- 1989: Altenheim der Hospitalstiftung in Dillingen an der Donau
- 1989: Versandgebäude und Hochregallager in München
- 1989: Behindertenwerkstätte in Hilpoltstein-Zell
- 1989–1990: Behindertenwohnheim der Regens-Wagner-Stiftungen in Berching-Holnstein
- 1990: Hotel in Markkleeberg
- 1990: Pallottiheim in Friedberg in Bayern
- 1990: Pflegeheim „Kreszentia-Stift“ in München-Isarvorstadt
- 1990: Magnuswerkstätten in Igling-Holzhausen
- 1991: Turnhalle des Theresia-Gerhardinger-Gymnasiums am Anger in München
- 1991: Altenheim an der Winthirstraße in München-Neuhausen
- 1991: Erweiterungsbau des „Ottilienheims“ in Absberg
- 1991: Erweiterungsbau des Klosters St. Klara der Armen Schulschwestern in Freising
- 1995: Herzklinik und Personalwohngebäude der Augustinum Gruppe in Hadern

## Ehemalige Mitarbeiter
- 1953–1962: Max Breitenhuber[29]

## Belege
1. ↑  PPC: HAINDL + KOLLEGEN ARCHITEKTEN München. Abgerufen am 1. Oktober 2021.
2. ↑  vergleiche Liste der Baudenkmäler in Eichstätt
3. ↑  DenkmalAtlas 2.0. Abgerufen am 1. Oktober 2021.
4. ↑  Die Blütezeit und Beginn der Krisenjahre. Abgerufen am 1. Oktober 2021.
5. ↑  WANDLUNGEN. In: www.priesterseminar-eichstaett.de. Abgerufen am 2. September 2021 (deutsch).
6. ↑  vergleiche Liste der Baudenkmäler in Pleinfeld
7. ↑  DenkmalAtlas 2.0. Abgerufen am 1. Oktober 2021.
8. ↑  vergleiche Liste der Baudenkmäler in Ramersdorf
9. ↑  DenkmalAtlas 2.0. Abgerufen am 1. Oktober 2021.
10. ↑  vergleiche Liste der Baudenkmäler in Ottobrunn
11. ↑  DenkmalAtlas 2.0. Abgerufen am 1. Oktober 2021.
12. ↑  vergleiche Liste der Baudenkmäler in Ingolstadt
13. ↑  DenkmalAtlas 2.0. Abgerufen am 1. Oktober 2021.
14. ↑  vergleiche Liste der Baudenkmäler in Unterreit
15. ↑  DenkmalAtlas 2.0. Abgerufen am 1. Oktober 2021.
16. ↑  vergleiche Liste der Baudenkmäler in Mamming
17. ↑  DenkmalAtlas 2.0. Abgerufen am 1. Oktober 2021.
18. ↑  vergleiche Liste der Baudenkmäler in Moosburg an der Isar
19. ↑  DenkmalAtlas 2.0. Abgerufen am 1. Oktober 2021.
20. ↑  vergleiche Liste der Baudenkmäler in Schnaitsee
21. ↑  DenkmalAtlas 2.0. Abgerufen am 1. Oktober 2021.
22. ↑  Sankt Willibald - Sankt Peter. Abgerufen am 1. Oktober 2021.
23. ↑  vergleiche Liste der Baudenkmäler in Ingolstadt
24. ↑  DenkmalAtlas 2.0. Abgerufen am 1. Oktober 2021.
25. ↑  Werner Schäfer: Pfarrkirche Straubing-Süd. St. Josef 1954-2004. Festschrift zur 50-Jahr-Feier am 19.September 2004. Hrsg.: Kath Pfarramt Straubing St. Josef. S. 57–58.
26. ↑  vergleiche Liste der Baudenkmäler in München (?)
27. ↑  DenkmalAtlas 2.0. Abgerufen am 1. Oktober 2021.
28. ↑  Heilig-Geist-Spital in Eichstätt. Abgerufen am 1. Oktober 2021.
29. ↑  Nicht nur Büros. In: Deutsche Bauzeitung, Jahrgang 1984, Heft 5.

| Personendaten    | Personendaten               |
| ---------------- | --------------------------- |
| NAME             | Haindl, Friedrich Ferdinand |
| ALTERNATIVNAMEN  | Haindl, Friedrich junior    |
| KURZBESCHREIBUNG | deutscher Architekt         |
| GEBURTSDATUM     | 27. November 1910           |
| GEBURTSORT       | München                     |
| STERBEDATUM      | 24. November 2002           |
| STERBEORT        | München                     |